# Баран (Горња Гарона)
Баран (фр. Baren) насеље је и општина у јужној Француској у региону Миди Пирене, у департману Горња Гарона која припада префектури Сен Годан.
По подацима из 2011. године у општини је живело 6 становника, а густина насељености је износила 1,96 становника/km². Општина се простире на површини од 3,06 km². Налази се на средњој надморској висини од 800 метара (максималној 1.892 m, а минималној 680 m).

## Демографија
| 1962. | 1968. | 1975. | 1982. | 1990. | 1999. | 2011. |
| ----- | ----- | ----- | ----- | ----- | ----- | ----- |
| 5     | 8     | 8     | 6     | 6     | 8     | 6     |

График промене броја становника у току последњих година